# Prusac
Prusac (en cyrillique : Прусац) est un village de Bosnie-Herzégovine. Il est situé dans la municipalité de Donji Vakuf, dans le canton de Bosnie centrale et dans la fédération de Bosnie-et-Herzégovine. Selon les premiers résultats du recensement bosnien de 2013, il compte 1 353 habitants.

## Histoire
Vers 1510, elle porte le nom de Akhizar, la Ville Blanche.
La forteresse de Prusac domine l'actuel village ; remontant à la Préhistoire, elle abrite essentiellement des vestiges datant de la fin du Moyen Âge et de la période ottomane ; avec les objets découverts lors des fouilles archéologiques et conservés au musée national de Bosnie-Herzégovine de Sarajevo, elle est aujourd'hui inscrite sur la liste des monuments nationaux de Bosnie-Herzégovine.

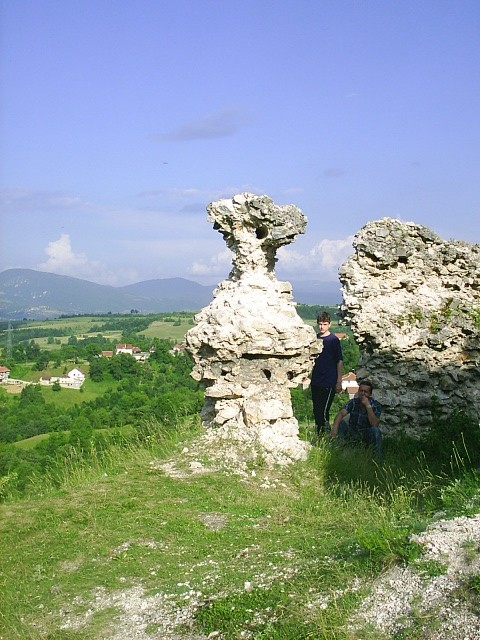
Les ruines de la forteresse de Prusac
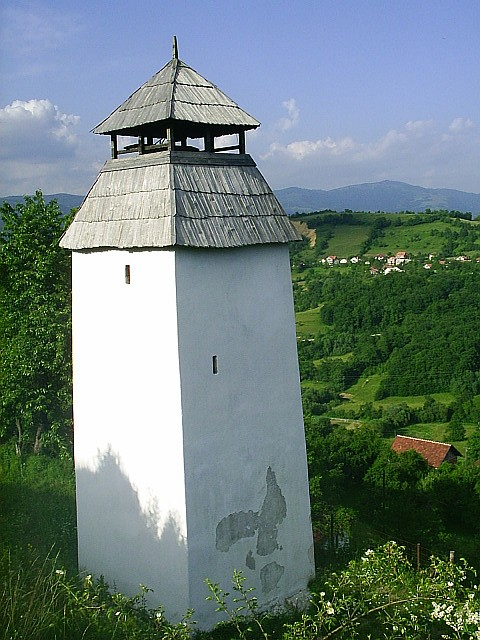
Une tour de la forteresse de Prusac

Deux mosquées sont également classées : la mosquée de Handan Bey (Handanija džamija), construite en 1617 et la mosquée de Hasan Kjafija (Pruščakova džamija), construite en 1606-1607.
À proximité, à 6 km au sud, se trouve le « rocher sacré » d’Ajvatovica. depuis 500 ans un symbole de l'unité bosnienne.
C'est aussi et surtout un important lieu de pèlerinage musulman, auprès du supposé miracle de la source par le Vénérable Ajvaz (Ajvaz Dede) en 1510. Le pèlerinage, interrompu par la guerre, a repris depuis 1990, principalement pour les musulmans incapables de payer le grand pèlerinage à La Mecque. Chaque année, il se déroule sur vingt jours à la fin juin. La fête étant d'inspiration soufie, elle est mal vue des sunnites et des wahhabites, et se déroule sous protection policière. Le culte des lieux d'eau pourrait être une reprise et une survivance des rites de l'église bosnienne et du bogomilisme.

## Démographie

### Évolution historique de la population
| 1948 | 1953 | 1961  | 1971  | 1981  | 1991  | 2013  |
| ---- | ---- | ----- | ----- | ----- | ----- | ----- |
| -    | -    | 1 489 | 1 731 | 1 681 | 1 756 | 1 353 |

|  |

### Communauté locale
En 1991, la communauté locale de Prusac comptait 3 014 habitants, répartis de la manière suivante :